# Xming

Xming es un servidor de pantalla

Xming es una implementación portátil del sistema de ventanas X para sistemas operativos Microsoft Windows XP, 2003, Vista y 7. El servidor X Xming está basado en el servidor X.Org, cruzado en Linux con el compilador MinGW y Pthreads-Win32.
Xming está disponible con soporte Mesa 3D, soporta una gran variedad de lenguajes y al contrario que Cygwin/X, no requiere de bibliotecas Cygwin.
Xming se usa en implementaciones de Secure Shell (SSH) para asegurar sesiones X11 en otras computadoras. Soporta PuTTY y ssh.exe, y tiene una versión del plink.exe de PuTTY.